# Dopravně obchodní centrum Mercury
Dopravně obchodní centrum Mercury, zkráceně DOC Mercury nebo také Mercury centrum, je autobusové nádraží s obchodním centrem v Českých Budějovicích. Je postaveno v prostoru ohraničeném ulicemi Nádražní, Žižkova, Dvořákova a Kasárenská. Autory projektu byli architekti Jiří Střítecký a Martin Krupauer z architektonického a projekčního ateliéru A8000. Stavba probíhala v letech 2005–2007.

## Historie
Prioritou stavby v Českých Budějovicích bylo vyřešit autobusové nádraží. Budova obchodního centra Mercury s autobusovým nádražím na střeše byla postavena na místě bývalého autobusového nádraží v Českých Budějovicích v sousedství vlakového nádraží. 

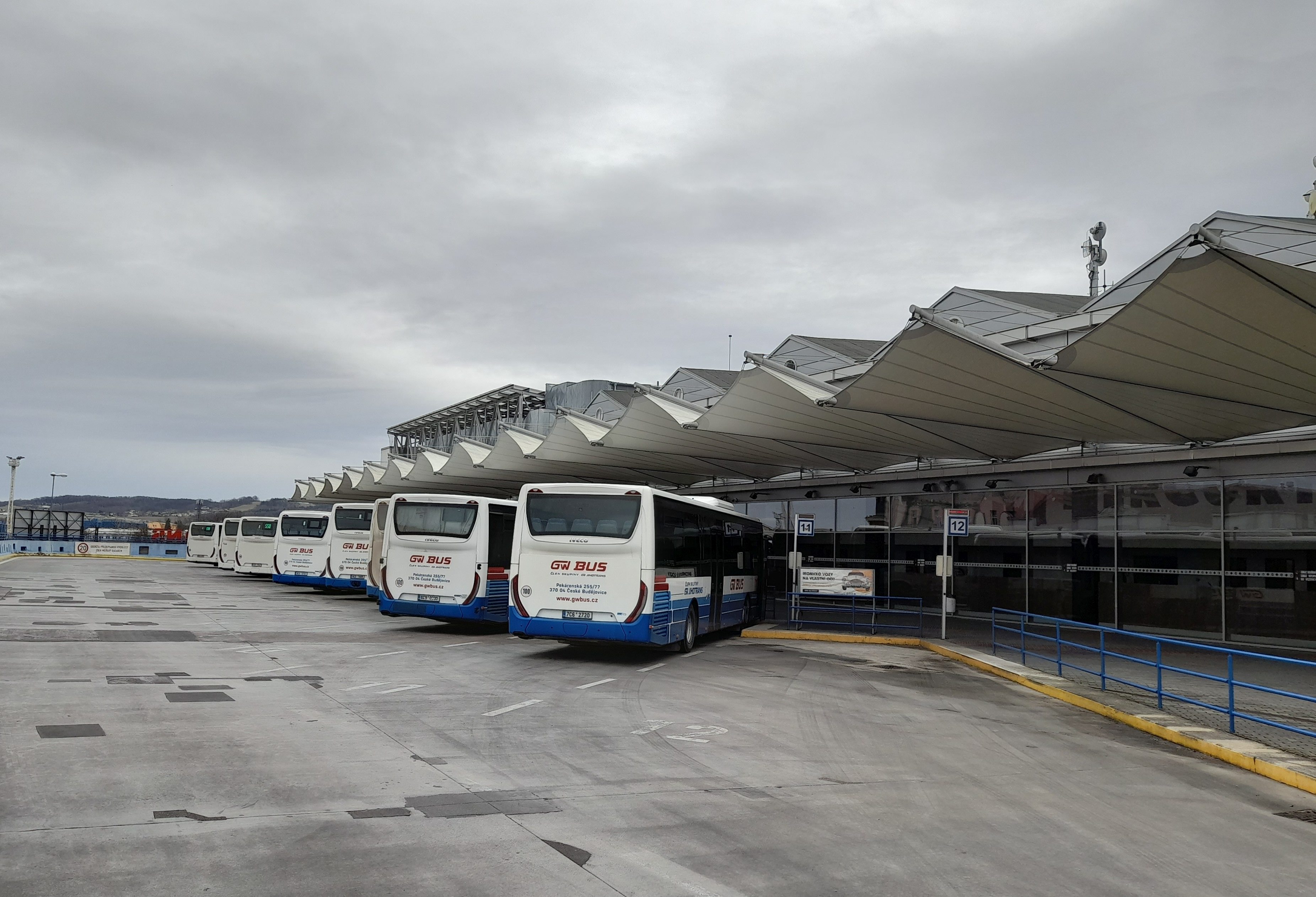
Autobusové nádraží na střeše obchodního domu

Spojení s celým městem je zajištěno prostřednictvím několika linek hromadné městské dopravy jejichž stanice jsou v nejbližším okolí stavby. Budovu postavila v letech 2005–2007 firma Skanska. V roce 2007 obdržela stavba Čestné uznání společnosti ABF, a.s.

## Popis

### Exteriér

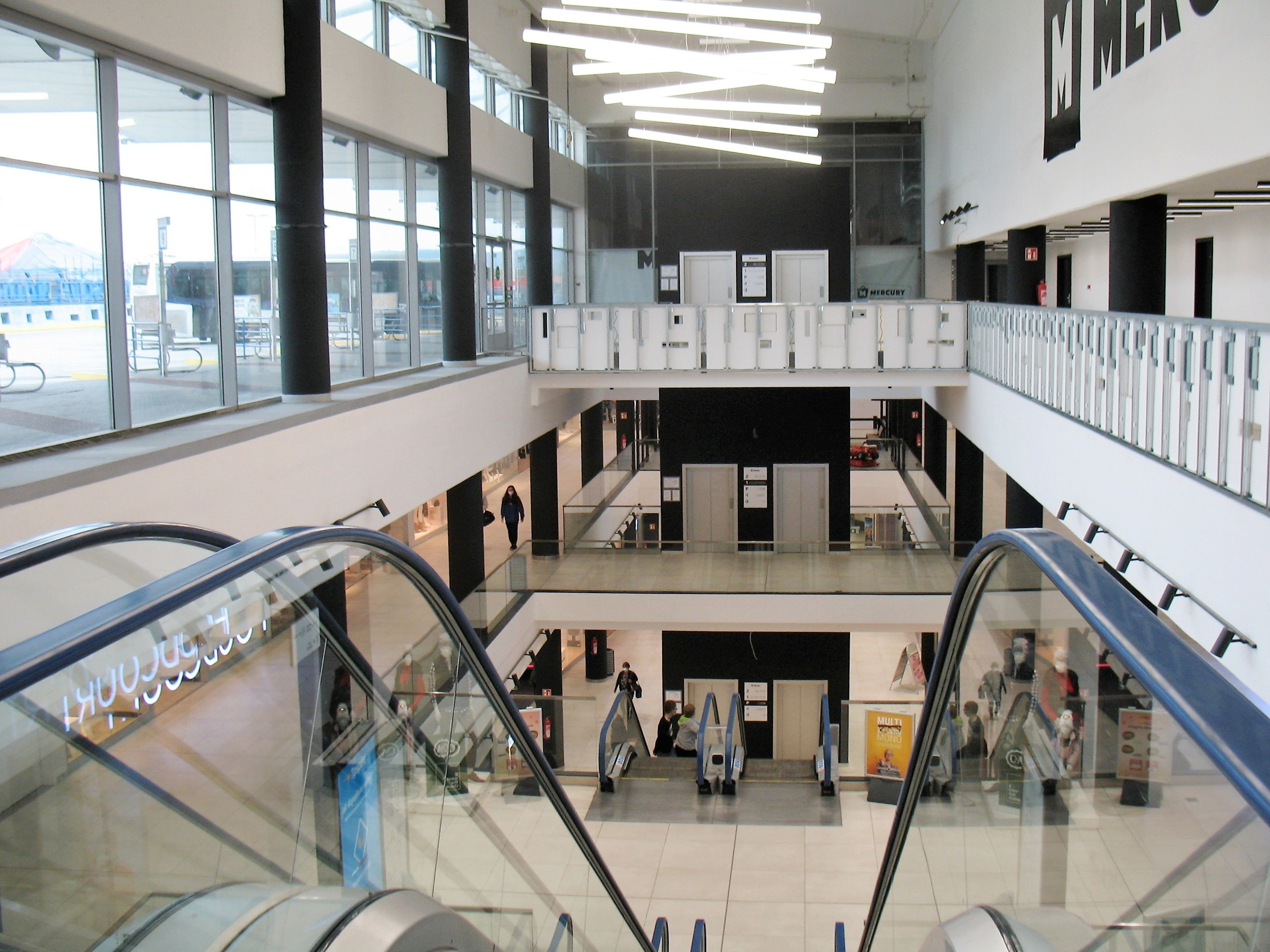
Eskalátory, směřující od autobusového nádraží do nitra obchodního centra

Architektonický Ateliér A8000 vyprojektoval budovu autobusového nádraží v Nádražní ulici v Českých Budějovicích na střeše obchodního domu Mercury. Budova s autobusovým nádražím je novostavba v Nádražní ulici v Českých Budějovicích. Přístup na střechu je bezbariérový.

### Interiér
V budově Mercury je obchodní centrum s mnoha prodejnami, občerstvením, službami dopravního podniku a dvoupodlažními podzemními garážemi. Obchodními prostorami jedou pojízdné schody, nebo výtah až k autobusovým nástupištím, k informacím o příjezdech a odjezdech autobusů a k čekárně. Nástup do autobusů i výstup z autobusů je na střeše obchodního domu.